# فيزياء نووية عالية الطاقة
فيزياء نووية عالية الطاقة تدرس الفيزياء النووية عالية الطاقة سلوك المادة النووية في أنظمة الطاقة النموذجية لفيزياء الطاقة العالية.

## الأهمية
التركيز الأساسي في هذا المجال هو دراسة تصادمات الأيونات الثقيلة، بالمقارنة مع ذرات الكتلة الذرية المنخفضة في مسرعات الجسيمات الأخرى.
في طاقات التصادم الكافية، يتم نظريًا هذه الأنواع من التصادمات لإنتاج بلازما كوارك-غلوون. في الاصطدامات النووية المحيطية في الطاقات العالية، يتوقع المرء الحصول على معلومات عن الإنتاج الكهرومغناطيسي للبتونات والميزونات التي لا يمكن الوصول إليها في مصادمات الإلكترون - بوزيترون بسبب لمعانها الأصغر بكثير.

## دراسات
في الوقت الحالي تجرى تجارب الفيزياء النووية عالية الطاقة في المصادم النسبي الثقيل الأيوني التابع لمختبر بروكهافن الوطني وفي مصادم ايونات ثقيلة بسرعات النسبية في سيرن.